# しもきた (列車)
しもきたは、東日本旅客鉄道（JR東日本）・青い森鉄道が八戸駅 - 大湊駅間などで運転している快速列車である。

## 運行形態
上り4本・下り3本の運転で、運行区間は以下の3通りが存在する。
- 八戸 - 大湊：上り2本、下り2本
- 八戸 - 野辺地（野辺地 - 大湊は普通列車として直通[1]）：上り1本、下り1本
- 野辺地 - 大湊：上り1本

2021年3月12日までは、野辺地から青い森鉄道線を西進し、青森駅まで運転する列車が1往復設定されていた。

### 停車駅
八戸駅 - 下田駅 - 三沢駅 - 上北町駅 -（乙供駅）- 野辺地駅 - 陸奥横浜駅 -（近川駅）- 下北駅 - 大湊駅
- 括弧内の駅は一部列車のみ停車。

青森行列車の停車駅（廃止時点）
青森駅 - 筒井駅 - 東青森駅 - 小柳駅 - 矢田前駅 - 野内駅 - 浅虫温泉駅 - 小湊駅 - 野辺地駅 - 陸奥横浜駅 - 下北駅 - 大湊駅
- 大湊行き列車は野辺地駅 - 大湊駅間普通列車（同区間各駅停車）

### 使用車両
- キハ100系気動車（JR東日本八戸運輸区所属）
  - 主にワンマンで運転されるが、増結時などを中心に車掌が乗務する場合もあり、ドアの開閉や集札、乗車券の発売などの業務は車掌が行う。

通常は､1両及び2両編成である。

## 急行「しもきた」の沿革
- 1959年7月：盛岡駅 - 大鰐駅間を運行する準急列車「八甲田」の運行開始。
  - 後に、「八甲田」に鮫駅発着列車を連結する。
- 1961年10月1日：盛岡駅・鮫駅 - 大鰐駅間の準急「八甲田」を改称し準急「しもきた」誕生。上り列車のみ大畑駅 - 青森駅間運転。「八甲田」の名称は上野駅 - 青森駅間急行列車名称に採用される（「八甲田」については以降「東北本線優等列車沿革」を参照）。
- 1962年10月1日：準急「しもきた」の鮫編成を分離し、久慈駅 - 盛岡駅間を運行する準急「うみねこ」運転開始。
- 1965年10月：準急「しもきた」を「みちのく」に改称。
- 1966年10月1日：急行「うみねこ」廃止、盛岡駅 - 大鰐駅（上り）・碇ケ関駅（下り）間急行「しもきた」復活、運転開始（下り弘前駅 - 碇ケ関駅間普通列車）。
  - 急行「しもきた」は弘前運転区（当時）のキハ58系気動車3両を基本編成（全車普通車自由席）とし、一部区間で付属編成を増結して運行した。盛岡駅 - 八戸駅間で2両、青森駅 - 弘前駅間では5両（うち1両はキロ28形・自由席グリーン車）の増結を行った。
- 1978年10月2日現在の盛岡駅 - 青森駅間の優等列車状況
  - 寝台特急「はくつる」（上野駅 - 東北本線経由 - 青森駅）1往復
  - 寝台特急「ゆうづる」（上野駅 - 常磐線経由 - 青森駅）7往復
  - L特急「はつかり」（上野駅 - 東北本線経由 - 青森駅）6往復
  - 特急「みちのく」（上野駅 - 常磐線経由 - 青森駅）1往復
  - 急行「くりこま」（仙台駅 - 青森駅）2往復
  - 急行「しもきた」（盛岡駅 - 青森駅 - 弘前駅・大鰐駅）1往復
  - 急行「深浦」（八戸駅 - 青森駅 - 川部駅・五所川原駅）1往復
  - 夜行急行「八甲田」（上野駅 - 東北本線経由 - 青森駅）1往復
  - 夜行急行「十和田」（上野駅 - 常磐線経由 - 青森駅）2往復
- 1982年11月15日：L特急「はつかり」昇格により急行「しもきた」廃止
  - 廃止時停車駅：盛岡駅 - 好摩駅 - 沼宮内駅（現・いわて沼宮内駅）- 一戸駅 - 北福岡駅（現・二戸駅）- 金田一駅（現・金田一温泉駅）- 三戸駅 - 八戸駅 - 陸奥市川駅 - 三沢駅 - 上北町駅 - 野辺地駅 - 浅虫駅（現・浅虫温泉駅）- 青森駅 - 浪岡駅 - 川部駅 - 弘前駅 - 大鰐駅（現・大鰐温泉駅）（下りは弘前駅 - 碇ケ関駅間普通列車）

## 大湊線優等列車沿革
- 1968年（昭和43年）10月1日：青森駅 - 鮫駅・大湊駅間で急行「なつどまり」運転開始（青森駅 - 野辺地駅間は併結運転）。運行開始当初、「なつどまり」は、大湊線内の途中停車駅は、陸奥横浜駅のみだった[2]。
- 1978年（昭和53年）10月2日：「なつどまり」を快速列車に格下げ（運転区間・併結運転はそのまま）。
  - 急行時代の停車駅：青森駅 - 浅虫駅（現・浅虫温泉駅） - 小湊駅 - 野辺地駅 - 乙供駅 - 上北町駅 - 三沢駅 - 下田駅 - 陸奥市川駅 - 八戸駅 - 本八戸駅 - 陸奥湊駅 - 鮫駅
  - 大湊線内停車駅：陸奥横浜駅 - 下北駅 - 大湊駅
- 1988年（昭和63年）3月13日：快速「なつどまり」を分割。大湊駅発着を快速「うそり」、鮫駅発着を快速「うみねこ」とする。青森駅 - 野辺地駅間における併結運転は上り列車のみ引き続き実施。「うそり」はキハ40系による3往復とし、大湊線内でのワンマン運転開始。
- 1993年（平成5年）12月1日：青森駅 - 大湊駅間の快速「うそり」をキハ100系による快速「しもきた」に名称変更。5往復に増発。
- 1999年（平成11年）5月：横浜町の「菜の花フェスティバル」に合わせて、1往復を「菜の花トレイン」としジョイフルトレイン「Kenji」で運転。
- 2000年（平成12年）
  - 5月：「菜の花フェスティバル」に合わせ、前年と同様に1往復を「Kenji」で運転。
  - 12月2日：1往復が小柳駅・矢田前駅に停車となる。
- 2001年（平成13年）5月：快速「しもきた」1往復をジョイフルトレイン「エーデルワイス」で運転。
- 2002年（平成14年）
  - 7月：八戸駅 - 大湊駅 - 蟹田駅 - 八戸駅間臨時快速「きらきらみちのく」運転開始。
  - 12月1日：東北新幹線八戸延伸に伴い、青森駅発着の1往復を八戸駅発着にする。また青森駅発着1往復が停車していた小柳駅・矢田前駅は通過となる。
- 2010年（平成22年）12月4日：東北新幹線新青森開業に合わせ、快速「しもきた」の八戸駅発着1往復から2往復に増発。これに伴い青森駅発着の「しもきた」は3往復から2往復に削減。青森駅発着は東青森駅、八戸駅発着は上北町駅・下田駅（1往復のみ）に新たに停車となる。
- 2013年（平成25年）3月16日：ダイヤ改正により、青森駅発着の快速「しもきた」のうち1往復を八戸駅発着とし、快速「しもきた」は八戸駅発着3往復・青森駅発着1往復となる。また青い森鉄道線内がワンマン化され、全区間ワンマン運転となる。
- 2017年（平成29年）3月4日：ダイヤ改正により、青森駅発着の快速「しもきた」が浅虫温泉駅 - 青森駅間で各駅停車となる。
- 2018年（平成30年）3月17日：同日実施のダイヤ改正で、青い森鉄道の電車による快速列車が廃止され、本列車が青い森鉄道線内で運行される唯一の快速列車となる。
- 2021年（令和3年）3月13日：同日実施のダイヤ改正で青森駅発着便が廃止され、新たに大湊線完結の上り列車が設定される。